# Pistacia atlantica
Pistacia atlantica är en sumakväxtart som beskrevs av René Louiche Desfontaines. Pistacia atlantica ingår i släktet Pistacia och familjen sumakväxter. Pistacia atlantica eller (Qazwan)på kurdiska. Det finns mest i Kurdistan och som man kan göra så som kryddor, kaffe av. Och kurder lagar tuggummi av trädens limring. Dessutom är frukterna ätliga.
Utbredningsområdet sträcker sig från Kanarieöarna över norra Afrika, Mellanöstern och Turkiet till södra Ryssland och Pakistan. Arten lever i låglandet och i bergstrakter upp till 2000 meter över havet. Den hittas vid skogens kanter, i buskskogar, i halvöknar och i odlade regioner.
Beståndet hotas av intensivt bruk, av landskapsförändringar och av torka. Det befaras att hela populationen minskar med upp till 25 procent under de följande 100 åren. IUCN listar arten som nära hotad (NT).

## Underarter
Arten delas in i följande underarter:
- P. a. atlantica
- P. a. cypricola
- P. a. mutica